# 汝自身を知れ

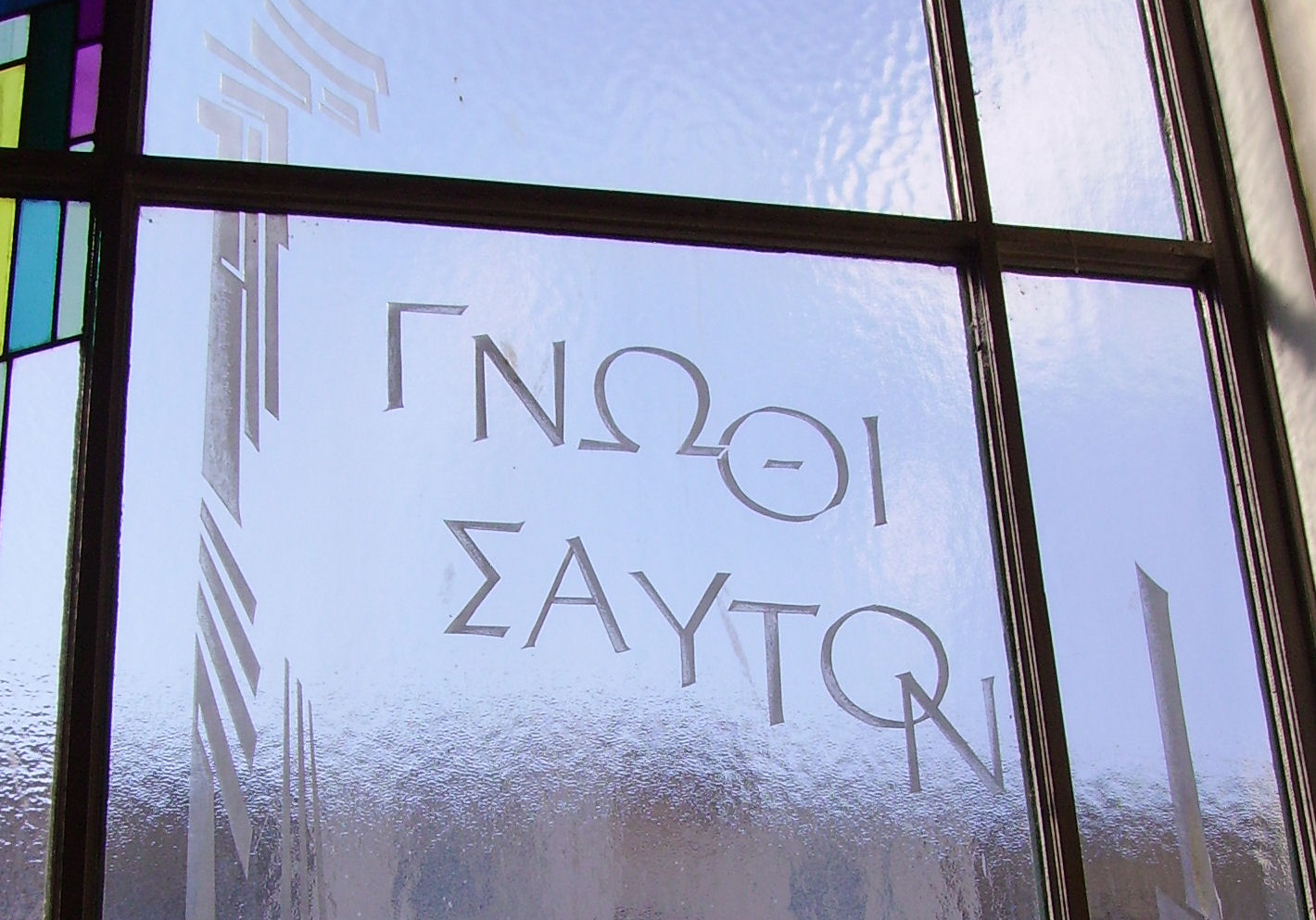
ΓΝΩΘΙ ΣΑΥΤΟΝと記されたステンドグラス

汝自身を知れ（なんじじしんをしれ、古希: γνῶθι σεαυτόν (グノーティ・セアウトン) 或は γνῶθι σαυτόν (グノーティ・サウトン)、英: Know thyself 或は Know yourself）は、デルポイのアポロン神殿の入口に刻まれた古代ギリシアの格言である。これについてはパウサニアスの『ギリシア案内記』10.24.1 に記されている。プラトンの『プロタゴラス』の中でソクラテスは、七賢人がデルポイのアポロン神殿に集まって「汝自身を知れ」と「度を越すなかれ」という碑文を奉納したと語っているが、この話の真偽は不明である。

## 解釈
古代ギリシアの賢人の中でこの格言の作者と言われたことがあるのは少なくとも以下の6人である。
- スパルタのキロン (Chilon I 63, 25)
- ヘラクレイトス
- ピュタゴラス
- ソクラテス
- アテナイのソロン
- ミレトスのタレス

デルポイの最初の巫女と言われる神話的詩人ペーモノエーの言葉とする文献もある。また、ローマの詩人ユウェナリスは、中庸や自己認識についての議論においてこの格言を引用し、天からの (de caelo) 教訓であると述べている（『諷刺詩』11.27）。

## 意味

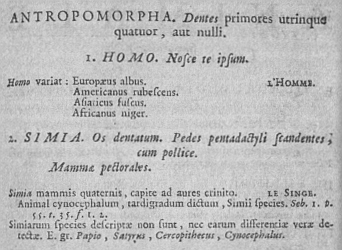
「分類学の父」として知られるカール・フォン・リンネは、自著『自然の体系』のヒト（Homo）の項に「汝自身を知れ」と記した。

自分自身を理解するということは結局のところ他者をも理解するということであるから、この「汝自身を知れ」という格言は人間の行為・道徳・思考を理解するという理念を表すものと拡大解釈されることがある。しかし、古代ギリシアの哲学者は、決して人間の精神や思考を完全に理解することはできないと考えており、ゆえに自身を完全に知るなどということは考えられなかった。よって、この格言は人間の理解という大きな理想を語ったものではなく、普段の生活を送る中で自分が立ち向かうところの人間的性質の諸相を知るということ、たとえば、自身の習慣・道徳・気質を自覚し、自分がどれだけ怒りを抑制できるかを把握する、といったようなことを指しているものである。
神殿の入口に刻まれていた本来の意味は、「入口前までは人間世界だが、この入口を通った先は神域である」、という警告であり、神殿に入るにあたって心身を正しなさい、という意味であった。
また、この格言には神秘主義的な解釈もある。その場合、「汝自身」というのは「己の分をわきまえぬ自惚れ屋」を意味しているのではなく、自己の中の自我、つまり「我あり」という意識を意味している。
この格言はラテン語では普通 "nosce te ipsum" という。映画マトリックスシリーズでオラクルのドアの上の飾り額にラテン語の「汝自身を知れ」が書かれているが、ここでは "temet nosce" という標準的でない訳が使われている。

## 関連文献
- 山本光雄 『ギリシア・ローマ哲学者物語』 講談社〈講談社学術文庫〉、2003年、第12夜。
- マイケル・マクローン 『〈知のカタログ〉ギリシア・ローマ古典』 甲斐明子・大津哲子訳、創元社、2000年、71-72頁。